# Armée des côtes
L'Armée des côtes est une armée de la Révolution française créée en 1792.
Elle est divisée en armée des côtes de Cherbourg et en armée des côtes de Brest en avril 1793.
L'armée des côtes de l'Océan peut être vue comme une résurgence de cette unité.
Dans son état de service qu'il envoie au ministre de la guerre en juin 1793, le général Anne François Augustin de La Bourdonnaye écrit qu'« Il vint à Paris à la fin janvier (Note : 1793). On lui donna le commandement en chef d'une armée des Côtes qui n'existait pas » !